# Roc del Crest
El Roc del Crest és una muntanya de 1.389,7 metres d'altitud del terme comunal de Conat, de la comarca del Conflent, a la Catalunya del Nord.
És a la zona sud-oest del terme de Conat, dins de la Reserva Natural de Conat. És al sud-oest del Roc Punxut, a prop al nord del Crest i a llevant de la Roca Roja.
Com altres rocs de la zona, és un aflorament de roca calcària que contrasta amb la resta de l'obaga on està situada.